# Wiosna Ludów w Cesarstwie Austriackim

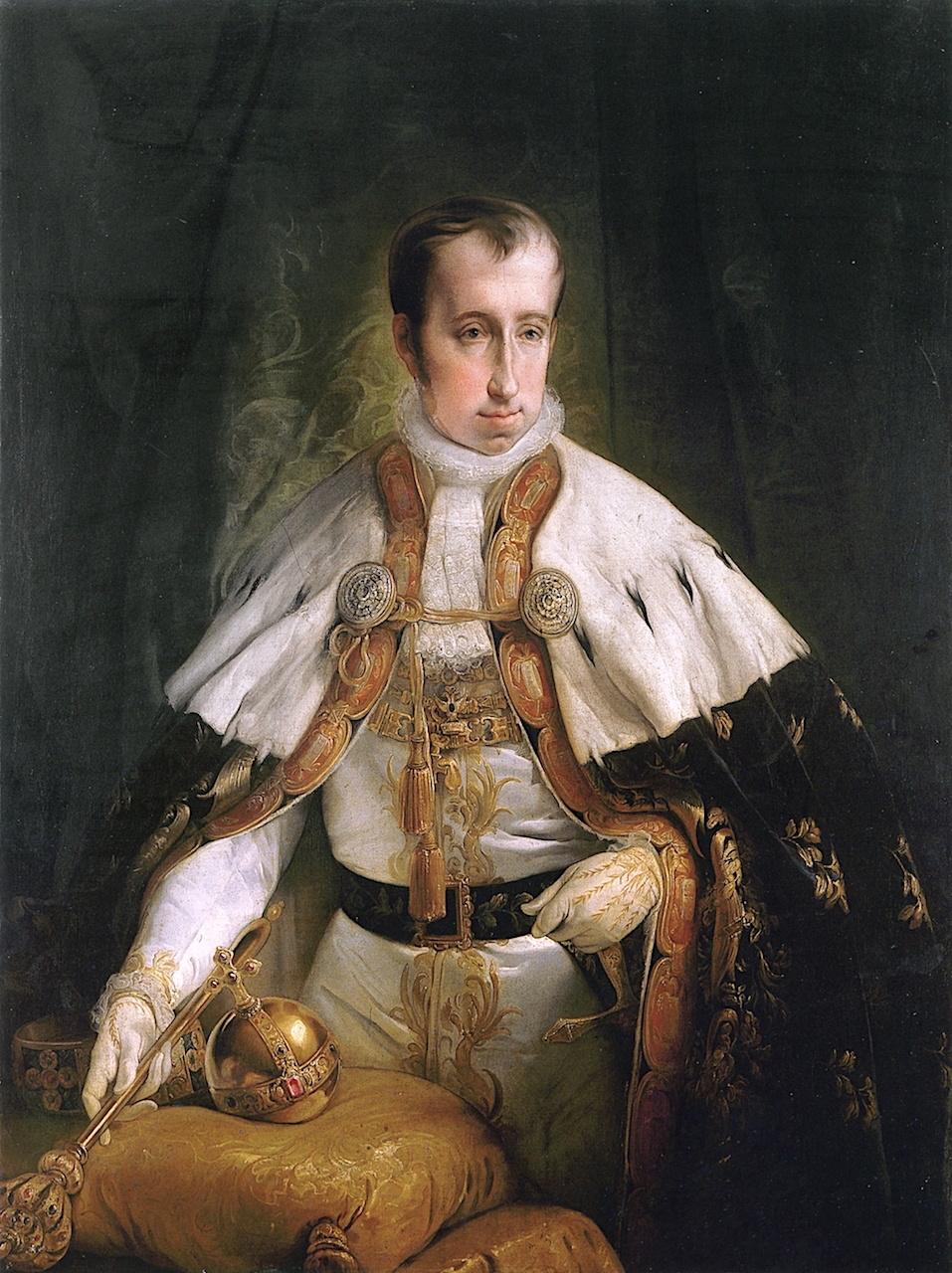
Cesarz Ferdynand I Habsburg

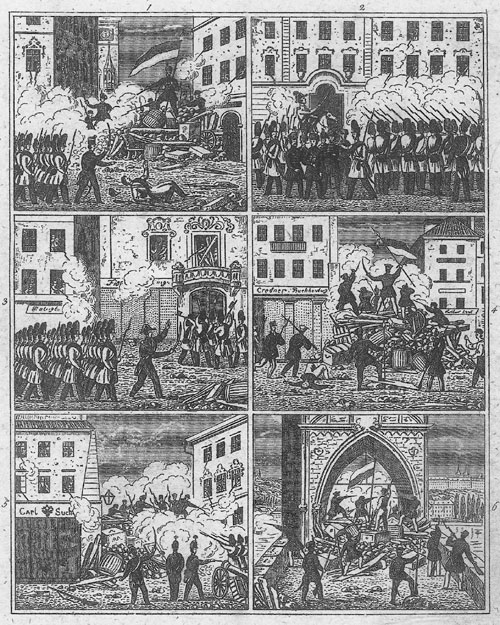
Powstanie w Pradze

Wiosna Ludów w Cesarstwie Austrii – rewolucyjne wydarzenia rozpoczęte w marcu 1848 w Cesarstwie Austrii.

## Przyczyny rewolucji
W 1846 w Cesarstwie, jak i większości krajów zachodnich, pojawił się kryzys gospodarczy. Był on spowodowany spadkiem popytu wewnętrznego, jak również klęską nieurodzaju (w tym zarazą ziemniaczaną). Spowodowało to odnowienie kwestii chłopskiej – już od początku lat 40. XIX wieku wiele sejmów stanowych upominało się o uregulowanie stosunków agrarnych na wsi, w tym zniesienia nieopłacalnej społecznie i ekonomicznie pańszczyzny.
Duży wpływ na wzrost napięcia społecznego, zarówno wśród szlachty, jak i chłopów (szczególnie w Królestwie Węgier), miało stłumione powstanie krakowskie, oraz związana z nim rzeź galicyjska. Panowała opinia, że rzeź została wywołana przez austriacką administrację.
W prawie wszystkich prowincjach Cesarstwa sejmy stanowe zaczęły domagać się realizacji postulatów, przedstawianych od wielu lat, ale ciągle odkładanych.
W Królestwie Czech wskutek ogólnej radykalizacji nastrojów w czeskim ruchu narodowym pojawił się nurt rewolucyjno-demokratyczny. Chorwacki Sabor zażądał połączenia Królestwa Chorwacji, Królestwa Slawonii, Rijeki i Królestwa Dalmacji w jedną prowincję. W Siedmiogrodzie postulaty społeczne i narodowe zaczęli wysuwać Rumuni.
We Włoszech po wyborze papieża Piusa IX w Państwie Kościelnym rozpoczęły się liberalne reformy. Wywołało to w lipcu 1847 rozruchy w Ferrarze, stłumione przez wojska austriackie. Kolejne rozruchy rozpoczęły się w grudniu 1847 w Mediolanie, a w styczniu 1848 powstanie w Królestwie Obojga Sycylii.
W sprawach międzynarodowych zajęcie przez Cesarstwo Wolnego Miasta Kraków zostało poczytane za naruszenie postanowień kongresu wiedeńskiego. Wywołało to formalne protesty Zjednoczonego Królestwa Wielkiej Brytanii i Irlandii i Francji, oraz wrogie nastawienie do Austrii w Niemczech, gdzie Polacy uchodzili za obrońców wolności.
29 lutego 1848 do Wiednia dotarły wiadomości o wybuchu rewolucji lutowej we Francji, co wywołało panikę giełdową i narastanie wrzenia wśród ludności.

## Rewolucja marcowa

### Rozruchy w Wiedniu
Po informacjach o wydarzeniach paryskich kanclerz Klemens von Metternich rozpoczął akcję dyplomatyczną wobec Zjednoczonego Królestwa Wielkiej Brytanii i Irlandii, Imperium Rosyjskiego i Królestwa Prus, która miała powstrzymać mniejsze państwa od poparcia rewolucji. Jednak rewolucji nie dało się już powstrzymać.
3 marca 1848 na sejmie stanowym w Preszburgu Lajos Kossuth zażądał rządów konstytucyjnych na Węgrzech, jak również wprowadzenia konstytucji dla wszystkich krajów pod berłem Habsburgów. Sejm uchwalił adres do cesarza, zawierający te postulaty. 12 marca w Wiedniu rozpowszechniono treść przemówienia Kossutha w tłumaczeniu na język niemiecki. 13 marca zebrał się sejm stanowy Dolnej Austrii. Studenci wiedeńscy postanowili przekazać sejmowi swoje petycje. Przed budynkiem Stanów zebrał się tłum, a w tym czasie na przedmieściach Wiednia rozpoczęły się rozruchy. Ze strony wojska padły przypadkowe strzały, które wywołały ogólną rewolucję i ustawianie barykad.
Pod wieczór, w nadziei uspokojenia sytuacji, cesarz Ferdynand I udzielił dymisji kanclerzowi Metternichowi, który 14 marca opuścił Wiedeń. W tym dniu udzielono również dymisji ministrowi policji Sedlnitzkiemu. 15 marca wyrażono zgodę na utworzenie Legii Akademickiej i Gwardii Narodowej, a wojsko opuściło stolicę. Cesarz zobowiązał się również do ogłoszenia konstytucji i wprowadzenia monarchii konstytucyjnej.

### Rewolucja we Włoszech
Armia austriacka we Włoszech była słaba, więc 18 marca rewolucjoniści opanowali Mediolan, a następnie większość innych miast na północy Włoch. 21 marca skapitulował garnizon Wenecji, i ogłoszono tam republikę. 23 marca marszałek Joseph Radetzky wycofał swoje wojska do czworoboku twierdz Peschiera-Mantua-Legnano-Werona. Z wojska zdezerterowało około 80% żołnierzy (głównie pochodzenia włoskiego), więc pozostało mu tylko około 50 tysięczne wojsko. Podobnie było z flotą, gdzie zdezerterowało około 30% marynarzy, a reszta floty schroniła się w Trieście.
23 marca wojska Królestwa Sardynii pod dowództwem króla Karola Alberta wkroczyły do Lombardii, i zajęły ją. Poparła go większość władców włoskich, w tym nawet z rodu Habsburgów.
Ponieważ nowy liberalny rząd austriacki Franza von Pillersdorfa nie miał zdecydowanej postawy wobec kwestii włoskiej, a opinia publiczna popierała kwestie niepodległości Niemiec i Włoch, 20 kwietnia premier Pillersdorf zaproponował, aby uznać niepodległość Lombardii.

### Przewrót na Węgrzech
3 marca na sejmie stanowym w Preszburgu wystąpił Lajos Kossuth, żądając niepodległości dla Węgier. 11 marca rewolucjoniści węgierscy ogłosili manifest, również domagając się niepodległości, jak również zniesienia pańszczyzny oraz konstytucji i swobód demokratycznych. 15 marca manifest ten został ogłoszony drukiem, bez zgody cenzury. Tego samego dnia bez jednego wystrzału rewolucjoniści opanowali Budapeszt, i wysłali delegację sejmu węgierskiego do Wiednia. Na czele delegacji stał Kossuth, znany i popularny w Wiedniu, i została ona przyjęta bardzo entuzjastycznie. Dlatego też cesarz austriacki zgodził się na postulaty węgierskie, i 17 marca desygnował na premiera pierwszego rządu węgierskiego hrabiego Lajosa Batthyány.
7 kwietnia rząd się ukonstytuował, a 11 kwietnia cesarz zatwierdził jako król węgierski konstytucję uchwaloną przez sejm węgierski. Wskutek tego Węgry stały się oddzielnym państwem, połączonym tylko unią personalną z Austrią.
W lecie przeciw rządowi węgierskiemu wystąpiły narody żyjące w Królestwie Węgier – w czerwcu Serbowie, a we wrześniu Chorwaci, Rumuni, Słowacy i Rusini węgierscy.

### Wiosna Ludów w Galicji
Pierwszy wiec we Lwowie miał miejsce 18 marca, po dotarciu wiadomości o wydarzeniach w Wiedniu. Postawiono szereg żądań, w tym demokratyzacji, zniesienia pańszczyzny, oddania władzy w Królestwie Galicji i Lodomerii Polakom, wprowadzenia języka polskiego w szkolnictwie i administracji, organizacji Gwardii Narodowej. Gubernator Franz Stadion uwolnił więźniów politycznych, natomiast w innych sprawach odwołał się do decyzji cesarza, i wezwał do stworzenia delegacji, mogącej przedłożyć petycję cesarzowi. Polacy utworzyli Komitet Narodowy, który wybrał skład deputacji do Wiednia. Deputacja lwowska kierując się do Wiednia połączyła się po drodze z krakowską.